# 阿希尔·希奥兰
阿希尔·希奥兰（Akhil Sheoran，1995年7月23日—），印度男子射击运动员，2015年世界大运会男子10米气步枪团体铜牌得主、2023年世界射击锦标赛男子50米步枪三姿团体金牌得主和男子50米步枪三姿铜牌得主。